# Кокертай
Кокерта́й (рос. Кокертай) — село у складі Стрітенського району Забайкальського краю, Росія. Входить до складу Усть-Нарінзорського сільського поселення.

## Населення
Населення — 4 особи (2010; 22 у 2002).
Національний склад (станом на 2002 рік):
- росіяни — 100 %